# Pamela Adlon
Pamela Adlon (/ˈædˌlɒn/, leánykori nevén Segall) (Albany, 1966. július 9. –) Primetime Emmy-díjas amerikai színésznő, szinkronszínésznő, forgatókönyvíró, filmproducer és rendező.
Színészként olyan sorozatokból ismert, mint a Kaliforgia (2007–2014) és a Louie (2010–2015). Utóbbit forgatókönyvíróként, illetve producerként is jegyzi és négy Primetime Emmy-jelölést szerzett vele. A 2016-ban indult Jobb idők című vígjáték-drámasorozat elkészítésében a főszereplő Sam Fox eljátszása mellett megalkotóként, forgatókönyvíróként, producerként és rendezőként is részt vett. A szerepért további két Primetime Emmy-jelölést kapott és Golden Globe-díjra is jelölték.
A Texas királyai (1997–2010) című animációs sorozatban szinkronszínészként a hangját kölcsönözte, egy Primetime Emmy-díjat nyerve. További televíziós szinkronmunkái közé tartozik a Dzsungel könyve (1996–1998), a 101 kiskutya (1997–1998) és a Szünet (1997–2003) című animációs sorozat.

## Filmográfia

### Film

#### Színészként
| Év   | Magyar cím                  | Eredeti cím                        | Szerep                   | Magyar hang         |
| ---- | --------------------------- | ---------------------------------- | ------------------------ | ------------------- |
| 1982 | Grease 2.                   | Grease 2                           | Dolores Rebchuck         | Vadász Bea          |
| 1984 |                             | Bad Manners                        | Girl Joey                |                     |
| 1986 | Vigyázz, hogy mit kívánsz   | Willy/Milly                        | Willy/Milly Niceman      |                     |
| 1989 | Mondhatsz akármit           | Say Anything...                    | Rebecca                  | Simonyi Piroska     |
| 1989 | Mondhatsz akármit           | Say Anything...                    | Rebecca                  | Molnár Ilona        |
| 1989 |                             | After Midnight                     | Cheryl                   |                     |
| 1990 | A túlvilág kapuja           | The Gate II: Trespassers           | Liz                      | Somlai Edina        |
| 1990 | Ford Fairlane kalandjai     | The Adventures of Ford Fairlane    | Pussycat                 |                     |
| 1996 | Rózsaágy                    | Bed of Roses                       | Kim                      | Náray Erika         |
| 1996 | Rózsaágy                    | Bed of Roses                       | Kim                      | Majsai-Nyilas Tünde |
| 1996 | Bilko főtörzs               | Sgt. Bilko                         | Raquel Barbella őrmester | Kiss Erika          |
| 1996 |                             | Father Frost                       | Marphuska                |                     |
| 1996 | Amit a csajokról tudni kell | Two Guys Talkin' About Girls       | Tracy                    | Virághalmy Judit    |
| 1997 | Elképesztő Ponyvaregény     | Plump Fiction                      | Vallory Cox              |                     |
| 1997 |                             | Eat Your Heart Out                 | Samantha                 |                     |
| 1998 | Minden csak a szex          | Some Girl                          | Jenn                     |                     |
| 2000 |                             | Dirk and Betty                     | Daisy                    |                     |
| 2000 |                             | Net Worth                          | N/A                      |                     |
| 2005 |                             | Lucky 13                           | Brenda                   |                     |
| 2011 |                             | Conception                         | Tay                      |                     |
| 2013 |                             | 9 Full Moons                       | Rachel Stevens           |                     |
| 2013 |                             | I Know That Voice (dokumentumfilm) | önmaga                   |                     |
| 2016 |                             | First Girl I Loved                 | Sharon Sacopulos         |                     |
| 2017 |                             | I Love You, Daddy                  | Maggie                   |                     |
| 2018 |                             | All Square                         | Debbie                   |                     |
| 2018 | ŰrDongó                     | Bumblebee                          | Sally Watson             | Murányi Tünde       |
| 2020 | Staten Island királya       | The King of Staten Island          | Gina Cliff               | Takács Nóra Diána   |

#### Szinkronszínészként
| Év   | Magyar cím                                       | Eredeti cím                                  | Szinkronszerep          | Magyar hang      |
| ---- | ------------------------------------------------ | -------------------------------------------- | ----------------------- | ---------------- |
| 1989 | Kiki – A boszorkányfutár (angol nyelvű változat) | Kiki's Delivery Service                      | Ket                     |                  |
| 1992 | FernGully, az utolsó esőerdő                     | FernGully: The Last Rainforest               | tündér                  |                  |
| 1997 | A vadon hercegnője (angol nyelvű változat)       | Princess Mononoke                            | több szereplő           |                  |
| 1998 |                                                  | Waiting for Woody (rövidfilm)                | Lyza                    |                  |
| 2000 | D, a vámpírvadász – Vérszomj                     | Vampire Hunter D: Bloodlust                  | Leila                   | Solecki Janka    |
| 2000 |                                                  | Gen¹³                                        | egyéb szereplők         |                  |
| 2001 | Nincs több suli                                  | Recess: School's Out                         | Ashley Spinelli         | Mánya Zsófia     |
| 2001 | A trombitás hattyú (Hattyúherceg)                | The Trumpet of the Swan                      | A.G. Skinner            | Minárovits Péter |
| 2001 | A trombitás hattyú (Hattyúherceg)                | The Trumpet of the Swan                      | A.G. Skinner            | Berkes Bence     |
| 2003 | Animátrix                                        | The Animatrix                                | Jue                     | Kéri Kitty       |
| 2003 | Animátrix                                        | The Animatrix                                | Manabu                  |                  |
| 2003 | Mackótestvér                                     | Brother Bear                                 | egyéb szereplők         |                  |
| 2004 | Stréber                                          | Teacher's Pet                                | Trevor / Taylor / Tyler |                  |
| 2008 | Csingiling                                       | Tinker Bell                                  | Vidia                   | Pikali Gerda     |
| 2009 | Csingiling és az elveszett kincs                 | Tinker Bell and the Lost Treasure            | Vidia                   |                  |
| 2010 | Csingiling és a nagy tündérmentés                | Tinker Bell and the Great Fairy Rescue       | Vidia                   | Pikali Gerda     |
| 2012 | Csingiling: A szárnyak titka                     | Secret of the Wings                          | Vidia                   |                  |
| 2012 | Dínó kaland                                      | Dino Time                                    | Ernie Fitzpatrick       | Straub Martin    |
| 2014 | Csingiling és a kalóztündér                      | The Pirate Fairy                             | Vidia                   | Pikali Gerda     |
| 2014 | Csingiling és a Soharém legendája                | Tinker Bell and the Legend of the NeverBeast | Vidia                   | Pikali Gerda     |
| 2019 | Kópé                                             | Trouble                                      | Morci                   | Bognár Gyöngyvér |

### Televízió

#### Színészként
| Év        | Magyar cím                   | Eredeti cím                    | Szerep           | Megjegyzések                                                                                 |
| --------- | ---------------------------- | ------------------------------ | ---------------- | -------------------------------------------------------------------------------------------- |
| 1983–1984 |                              | The Facts of Life              | Kelly Affinado   | 12 epizód (Pamela Segall néven)                                                              |
| 1984      |                              | Night Court                    | Andy / Stella    | 1 epizód (Pamela Segall néven)                                                               |
| 1984–1985 | Vészhelyzet                  | E/R                            | Jenny Sheinfeld  | 3 epizód (Pamela Segall néven)                                                               |
| 1986      |                              | The Redd Foxx Show             | Toni Rutledge    | 7 epizód (Pamela Segall néven)                                                               |
| 1988      |                              | Wiseguy                        | Tanya Medley     | 3 epizód (Pamela Segall néven)                                                               |
| 1989      | Star Trek: Az új nemzedék    | Star Trek: The Next Generation | Oji              | egy epizód (Pamela Segall néven)                                                             |
| 1989      |                              | 21 Jump Street                 | Dori             | 1 epizód (Pamela Segall néven)                                                               |
| 1992      |                              | Down the Shore                 | Miranda          | 13 epizód (Pamela Segall néven)                                                              |
| 2006–2007 | Lucky Louie                  | Lucky Louie                    | Kim              | 13 epizód                                                                                    |
| 2007–2008 | Boston Legal – Jogi játszmák | Boston Legal                   | Emma Path ügyvéd | 4 epizód                                                                                     |
| 2007–2008 | Kaliforgia                   | Californication                | Marcy Runkle     | - 80 epizód - magyar hangja: - Wégner Judit                                                  |
| 2009      | Monk – A flúgos nyomozó      | Monk                           | Sarah Longson    | egy epizód                                                                                   |
| 2010      | True Jackson, VP             | True Jackson VP                | Babs             | egy epizód                                                                                   |
| 2010–2015 | Louie                        | Louie                          | Pamela           | - 14 epizód - forgatókönyvíró és producer                                                    |
| 2011      | Zűrös szerelmek              | Love Bites                     | Colleen Rouscher | próbaepizód                                                                                  |
| 2012      | Vásott szülők                | Parenthood                     | Marlyse          | 2 epizód                                                                                     |
| 2014      |                              | Rake                           | Glenn Shepard    | 2 epizód                                                                                     |
| 2015      |                              | Playing House                  | Pam              | 1 epizód                                                                                     |
| 2016–2020 | Jobb idők                    | Better Things                  | Sam              | - főszereplő - megalkotó, forgatókönyvíró és vezető producer - magyar hangja: - Makay Andrea |

### Videójátékok
| Év        | Cím                                   | Szerep                 |
| --------- | ------------------------------------- | ---------------------- |
| 1996–2000 | Pajama Sam sorozat                    | Pajama Sam             |
| 1997      | Fallout                               | Nicole                 |
| 1998      | Grim Fandango                         | Carla / Pugsy          |
| 1999      | Arthur's Thinking Games               | Arthur Read            |
| 2000      | Arthur's Reading Games                | Arthur Read            |
| 2000      | Escape from Monkey Island             | Dainty Lady Figurehead |
| 2002      | Run Like Hell                         | Jinx                   |
| 2002–2003 | LeapFrog sorozat                      | Leap                   |
| 2003      | Final Fantasy X-2                     | Shinra                 |
| 2005      | Chicken Little                        | Abby Mallard           |
| 2013      | Lightning Returns: Final Fantasy XIII | egyéb szereplők        |

## Fordítás
- Ez a szócikk részben vagy egészben  a   Pamela Adlon című angol Wikipédia-szócikk fordításán alapul.  Az eredeti cikk szerkesztőit annak laptörténete sorolja fel. Ez a jelzés csupán a megfogalmazás eredetét és a szerzői jogokat jelzi, nem szolgál a cikkben szereplő információk forrásmegjelöléseként.